# Lilo Netz-Paulik
Lilo Netz-Paulik (* 1922 in Cottbus; † 2007 in Saarbrücken) war eine deutsche Bildhauerin.

## Leben

### Familie
Lilo Netz-Paulik war verheiratet und hatte zwei Söhne, die 1953 und 1963 zur Welt kamen.
1955 siedelte sie von Paris nach Saarbrücken.

### Werdegang
Lilo Netz-Paulik leistete nach Beendigung der Schule Arbeits- und Kriegshilfsdienst.
Sie erhielt von 1942 bis 1944 eine Ausbildung in Holzbildhauerei an der Gewerbeschule München bei Hans Panzer (1892–1964) und schloss diese mit einer Holzbildhauer-Gesellenprüfung ab; im Unterricht waren auch die Fächer Vergolden, Vergipsen, Modellieren und Aquarellmalerei enthalten.
Bis 1945 war sie dann beim Deutschen Roten Kreuz im Einsatz.
Von 1946 bis 1948 besuchte sie die Steinklasse bei Theodor Georgii an der Akademie der Bildenden Künste München, mit den Lehrinhalten Aktstudien und themenbezogene Reliefs; anschließend emigrierte sie nach Paris und erhielt von 1949 bis 1954 an der Académie de la Grande Chaumière bei Ossip Zadkine eine weitere künstlerische Ausbildung. Ab 1952 erhielt sie ein Stipendium des französischen Staats.
Nach ihrer Übersiedlung nach Saarbrücken war sie freischaffend in Saarbrücken-Eschberg tätig.
1999 erhielt sie ein Ehrengast-Stipendium von der Villa Massimo in Rom.

### Künstlerisches Wirken
Lilo Netz-Paulik nutzte anfangs Stein und Holz und verwendete später aufgebaute Betonplastiken und das Biegen und Löten von Messingblech als Techniken. Beeinflusst durch Ossip Zadkine begann sie kubistisch zu sehen und formte darauf gegenständlich gebundene, kubistische Plastiken, die in immer weiter fortschreitender Reduzierung kaum noch ihr einstiges Vorbild erkennen ließen.
1970 begann sie dann mit Messingblechen zu arbeiten und erstellte Reliefs und Freiplastiken.
Sie ging von einer großen Grundfläche, die immer eine geometrische Grundform besaß, aus, die sie darauf wellig oder in Form von Walzen oder Kegeloberflächen bog, und an der an einem Punkt durch Einschnitte ein Kraftfeld konzentriert war. Die der geometrischen Grundform innewohnende Starre, Strenge und Kantigkeit verkörperte für sie das männliche Prinzip, das sie in vielen Arbeiten durch schwingende, runde, organische Linien als das weibliche Prinzip zu mildern suchte; aus der Verschmelzung der beiden Prinzipien entstand dann eine elegante Synthese.
Geschult in der Bauhaustradition führte sie die Fläche in den Raum. Durch die Diagonalen der räumlichen „Faltungen“ erfuhr die Messingplastik eine Verankerung im Raum und reflektierte den Raum matt auf der blanken Oberfläche.
Ihr Interesse war es, nicht nur eine Raum- sondern auch eine Landschaftsgestaltung vorzunehmen; sie platzierte ihre Plastiken nicht irgendwo, sondern konzipierte den Umraum passend dazu, sodass die Plastik zu ihm in Kontakt trat.

## Ausstellungen (Auswahl)
- 1951: Ausstellungsbeteiligung in der Galerie Boler in Paris;
- 1953: Ausstellungsbeteiligung in der Galerie Simone Badenier in Paris;
- 1956: Weihnachtsausstellung saarländischer Künstler, Ausstellung des deutschen Kulturbundes im Saarland im Saarlandmuseum in Saarbrücken;
- 1959: Jahresausstellung des Saarländischen Künstlerbundes im Saarlandmuseum in Saarbrücken;
- 1965: Ausstellungsbeteiligung an der Gartenschau in Nantes;
- 1969: saar 69 – Malerei, Skulptur, Grafik in der Modernen Galerie des Saarlandmuseums in Saarbrücken;
- 1970: Kunst am Bau im Saarland in der Modernen Galerie des Saarlandmuseums in Saarbrücken;
- 1971: neue gruppe saar – Saarländischer Künstlerbund in der Modernen Galerie des Saarlandmuseums in Saarbrücken;
- 1972: Ausstellungsbeteiligung in der Musikhochschule Saarbrücken;
- 1973: Plastik 3 in der Galerie Monika Beck in Schwarzenacker;
- 1973: Ausstellungsbeteiligung in der Galerie Hell in Saarbrücken;
- 1974: 25 Künstler aus dem Saarland stellen aus in der Stadthalle Dillingen;
- 1974: Große Herbstausstellung im Schulzentrum in Türkismühle;
- 1975: Jahresausstellung des Saarländischen Künstlerbundes in der Modernen Galerie des Saarlandmuseums in Saarbrücken;
- 1975: LBK Saarland 1975 - 1. Ausstellung Landes-Berufsverband Bildender Künstler e.V. in der Pfalzgalerie Kaiserslautern;
- 1975: 7. Ausstellung saarländischer Künstler in der Vertretung des Saarlandes in der Saarlandvertretung in Bonn;
- 1975: Ausstellungsbeteiligung in der Galerie Bi in Reinbek;
- 1976: Neue Darmstädter Sezession. Plastiken auf der Ziegelhütte in Darmstadt;
- 1977: Bilder des Malers Lukas Kramer. Plastiken der Bildhauerin Lilo Netz-Paulik in der Galerie im Zwinger in St. Wendel;
- 1977: Accrochage in der Galerie im Zwinger in St. Wendel;
- 1977: Jahresausstellung des Saarländischen Künstlerbundes in der Modernen Galerie des Saarlandmuseums in Saarbrücken;
- 1977: Neue Darmstädter Sezession – 20. Jahresausstellung in Mathildenhöhe in Darmstadt;
- 1977: Ausstellungsbeteiligung in der Galerie Divergence in Metz;
- 1977: Ausstellungsbeteiligung in der Galerie Œil in Forbach;
- 1980: Neue Darmstädter Sezession – Plastiken auf der Ziegelhütte in Darmstadt;
- 1981: Werkschritte in der Modernen Galerie des Saarland Museums in Saarbrücken;
- 1981: Mitglieder des Saarländischen Künstlerbundes in der Galerie im Zwinger in St. Wendel;
- 1982: Kunstsituation Saar im Skulpturenmuseum Glaskasten in Marl;
- 1982: 60 Jahre Saarländischer Künstlerbund – Geschichte und Gegenwart 1922–1982 in der Modernen Galerie des Saarlandmuseums in Saarbrücken;
- 1983: Perspectives Œil in der Galerie Œil in Forbach;
- 1985: Saarländischer Künstlerbund '85 im Saarländischen Künstlerhaus in Saarbrücken;
- 1986:  Ausstellung des Saarländischen Künstlerbundes im Spitäle in Würzburg;
- 1986: Saarländische Künstlertage im Rathaus in Homburg;
- 1987: Kunstszene-Saar – Landeskunstausstellung 1987 in der Modernen Galerie des Saarlandmuseums in Saarbrücken;
- 1987: Jahresausstellung des Saarländischen Künstlerbundes in der Stadtgalerie in Saarbrücken;
- 1988: Jahresausstellung des Saarländischen Künstlerbundes in der Stadtgalerie in Saarbrücken;
- 1989: Sommerausstellung '89 im Museum in St. Wendel;
- 1990: Jahresausstellung des Saarländischen Künstlerbundes in der Stadtgalerie in Saarbrücken;
- 1991: Stahl-Kunst im Alten Schloss in Dillingen;
- 1991: Sommer '91 – Skulpturen, Objekte, Installationen im Museum in St. Wendel;
- 1992: Schwarz und Weiß, Jahresausstellung des Saarländischen Künstlerbundes in der Stadtgalerie Saarbrücken;
- 1995: Edition '95 – Edition des Saarländischen Künstlerbundes im Saarländischen Künstlerhaus in Saarbrücken;
- 1997: 75 Jahre Saarländischer Künstlerbund – Fördergaben/Editionen 1960-1997 im Saarländischen Künstlerhaus in Saarbrücken;
- 1997: Liselotte Netz-Paulik – Skulpturen im Museum in St. Wendel[3];
- 1998: Pro viele in der Stadtgalerie Saarbrücken;
- 1999: Ehrengast in Villa Massimo in Rom;
- 2000: Kunstszene Saar – Visionen 2000. Künstlerische Positionen am Beginn des 21. Jahrhunderts im Saarlandmuseum in Saarbrücken;
- 2003: Kunst los in der Stadtgalerie in Saarbrücken;
- 2004: Im Augenblick – Kunstszene Saar 2004 im Museum in St. Wendel;
- 2005: Tangenten, Saarländischer Künstlerbund in der Stadtgalerie in Saarbrücken;
- 2007: Bildhauerin Lilo Netz-Paulik. Befreiung aus der 2. in die 3. Dimension in der Hochschule der Bildenden Künste Saar in Saarbrücken.

## Ehrungen und Auszeichnungen
1962 erhielt Lilo Netz-Paulik die Goldmedaille der Internationalen Handwerksmesse in München, die 1949 erstmals eröffnet worden war.
Sie erhielt 1985 den 1. Preis der Sparda-Bank für ihr Brunnen-Projekt am Eschberg.
2005 erhielt sie den Förderpreis des Bundespräsidenten.

## Mitgliedschaften
Lilo Netz-Paulik war Mitglied im Saarländischen Künstlerbund und im Bundesverband Bildender Künstlerinnen und Künstler.

## Kunst am Bau im öffentlichen Raum (Auswahl)
- Betonwände: Wirtschaftsministerium Saarbrücken, Universität Saarbrücken, Kaserne Lebach, Justizministerium Saarbrücken;
- Freiplastik für das Aufbaugymnasium Ottweiler;
- Bronzeplastiken für das Polizeigebäude Dudweiler und die Gartenschau der Stadt Saarbrücken (siehe Deutsch-Französischer Garten);
- Sitzplastik aus Beton in der Fußgängerzone Saarbrücken-Eschberg;
- Bleiverglasung in der Kirche in Wadern;
- Werke im Paul Schneider-Skulpturenpark in Merzig[5];
- Landschaftsgestaltung mit Plastiken in Dillingen;
- Wandgestaltung im Kreisverkehrsplatz der Autobahnanschlussstelle St. Ingbert-Mitte[6];
- Brunnenanlage von 1980 auf dem Eschberger Hofplatz in Saarbrücken[7].
- Sitzplastik (Aufgebauter Beton) von 1979/1980  am Kaltenbachplatz in Saarbrücken[8][9].